# 黑眉雀鹛
黑眉雀鹛（学名：Alcippe grotei），是雀鹛科雀鹛属的一种，分布于越南、泰国、老挝和柬埔寨。该物种的保护状况被评为无危。
黑眉雀鹛体重约14.3克，翼长约66.1毫米，嘴峰长约14.1毫米，喙宽度约3.4毫米，喙厚度约4.2毫米，跗蹠长约20.4毫米，尾长约65.8毫米。黑眉雀鹛在其分布区内为留鸟，栖息地包括亚热带或热带的湿润低地林和亚热带或热带的（低地）湿润疏灌丛。黑眉雀鹛是肉食性，主要食物来源是陆生无脊椎动物。

## 亚种
- ：分布于安南省北部和中部以及老挝的邻近地区。
- ：分布于泰国东南部。[2]